# الشركة العامة المغربية
الشركة العامة المغربية (بالفرنسية: Compagnie générale du Maroc المعروفة اختصارا باسم "Genaroc" جَيناروك) هي شركة استعمارية مالية قابضة أسستها مجموعة من البنوك الفرنسية يرأسها بنك باريس والأراضي المنخفضة عام 1912. كانت الشركة العامة المغربية تعد أهم شركة قابضة في المملكة المغربية المستعمرة، وكانت الثانية هي الشركة المغربية التي كانت تنافسها في كل مشاريع الأشغال العمومية.

## تاريخ
اندمجت مع الشركة الليونية للمياه إنشاء للشركة المغربية لتوزيع الماء والغاز والكهرباء.
بعد ذلك، ساهمت في إنشاء شركة السكك الحديدية في المغرب وكانت مساهما من المساهمين الرئيسيين للشركة الفرنسية الإسبانية للسكة الحديدية بين طنجة وفاس.